# Feel So Good! DRIVING TOMORROW!
Feel So Good! DRIVING TOMORROW! ('フィール・ソー・グッド!・ドライヴィング・トゥモロウ!) は第39回東京モーターショーを記念して開催されたコンピレーションCDで、2005年10月19日にBMG JAPANから発売された。

## 概要
- 日本の自動車メーカーの洋楽のCMソングを収録したもの。年代も2000年代から1970年代までの楽曲を使用しており、バラエティに富んでいる。

## 収録曲
1. Sunday Morning / マルーン5 
 TOYOTAヴィッツ (2005年)
2. There Must Be An Angel / ユーリズミックス 
 TOYOTA エスティマ ルシーダ/エミーナ (1996年)
最近ではカヴァーヴァージョンが日産・ブルーバードシルフィのCMに使われている。
3. The Power Of Love / ヒューイ・ルイス・アンド・ザ・ニュース 
 Honda インテグラ (1989年、マイケル・J・フォックスがCMに出演)
4. The Final Countdown / ヨーロッパ 
 SUZUKI カルタスGT-i (1986年)
5. 99 Red Balloons (ロックバルーンは99) / ゴールドフィンガー 
 Honda CR-V (2002年)
6. Speed King / ディープ・パープル
 NISSAN スカイラインGT-R (1995年)
7. When a Men Love a Woman (男が女を愛するとき) / マイケル・ボルトン
 NISSAN ローレル2500 (1991年)
8. Don't Get Me Wrong / プリテンダーズ
 MITSUBISHI MOTORS シャリオグランディス (2001年)
フジテレビの「とくダネ!」テーマ曲としてもお馴染み。
9. The One That You Love (シーサイド・ラヴ) / エア・サプライ 
 TOYOTA アリオン (2005年)
10. Sax a Go-Go / キャンディ・ダルファー 
 Honda シビック (1994年～1995年)
11. Europe (哀愁のヨーロッパ) / サンタナ 
 MITSUBISHI MOTORS ランサー (1991年～1992年)
12. On The Beach / クリス・レア 
 Mazda エチュード (1987年)
13. You Can Have Me Anytime (トワイライト・ハイウェイ) / ボズ・スキャックス
 TOYOTA クレスタ (1981年～1982年)
14. Keep Telling Myself / カーティス・スタイガース
 MITSUBISHI MOTORS ギャラン (1992年)
15. Oh, Pretty Woman / ロイ・オービソン
 SUBARU インプレッサ (2001年)
16. All By My Self / エリック・カルメン
 DAIHATSU コペン (2003年～2004年)
かつてトヨタ・ソアラのCMに使われたこともある。
17. Harry's Game (ハリーズ・ゲームのテーマ) / クラナド
 LEXUS GS (2005年～)
18. Longing/Love (あこがれ/愛) / ジョージ・ウィンストン
 TOYOTA クレスタ (1984年)